# Livet går ej i repris
Livet går ej i repris är en låt av Vikingarna 2000 skriven av Tommy Andersson och Karin Hemmingsson. Det är det andra spåret i albumet i Kramgoa låtar 2000.  Låten fanns på Svensktoppen under 21 veckormellan 3 mars 2001 och 21 juli 2001 med första plats som bästa placering. Låten kom på fjärde plats om årets Svensktoppsmelodier 2001 med 7325 poäng. I en recension av albumet i Aftonbladet anser Michael Nystås att låten är en av de sämsta sångerna i albumet.

### Fotnoter
1. ↑  https://smdb.kb.se/catalog/id/001544568
2. ↑  https://www.nostalgilistan.se/vikingarna-278/livet-gar-ej-i-repris-2443
3. ↑  http://sverigesradio.se/p4/svetop/2001.stm
4. ↑  http://www.aftonbladet.se/nojesbladet/kronikorer/article10191974.ab